# Vojtech Pokorny
Vojtech Pokorny (* 16. Juni 1979 in Prag) ist ein in Deutschland lebender Kameramann für Dokumentar- und Spielfilme.

## Leben
Vojtech Pokorny wurde am 16. Juni 1979 in Prag geboren. Seine Eltern sind die Schriftstellerin Iva Procházková und der Regisseur und Schauspieler Ivan Pokorný. Vojtech Pokorny wuchs bis zu seinem vierten Lebensjahr in Prag auf, dann emigrierte er mit seinen Eltern und seiner Schwester Anna aus politischen Gründen nach Wien. Seine Jugend verbrachte er in Bremen. Nach der Wende kehrte er mit seinen Eltern wieder zurück nach Prag, wo er im Jahr 1998 das Abitur an der SMAS-Management-Schule ablegte. Es folgte eine einjährige Sprachreise an die Ostküste der USA.
Nach einer Festanstellung in der IT-Branche in Amsterdam sowie als TV-Editor in Hamburg trat Vojtech Pokorny im Jahr 2002 sein Studium an der Deutschen Film- und Fernsehakademie Berlin an und erhielt 2009 sein Diplom (Fachrichtung Regie/Kamera) mit dem abendfüllenden ZDF-Dokumentarfilm Amiland. Während des Studiums arbeitete Vojtech Pokorny bereits als freiberuflicher Kameramann und Regisseur für TV- und Kino-Produktionen, welche auf internationalen Filmfestivals und im Fernsehen gezeigt und teilweise ausgezeichnet wurden. Im Jahr 2008 gründete er die Produktionsplattform Pictures-in-Process.
Pokorny hat die tschechische und die österreichische Staatsbürgerschaft. Er ist verheiratet und hat ein Kind.

## Filmografie (Auswahl)
- 2002 Evropane: Adolf Muschg & Christoph Marthaler
- 2004 Speeches – Kampf um das gelobte Land
- 2004 Die Umarmung/Az Öleles
- 2005 Call Cutta
- 2006 To je to
- 2007 PQ 07, Prager Quadriennale
- 2007 Dieter Wardetzky, Acting on Screen
- 2007 The Gamblers
- 2007 Michael Ballhaus: Thats how we do it in America
- 2008 Das andere Istanbul (Other Side of Istanbul)
- 2008 Ulmen.tv
- 2008 24h Berlin
- 2008 Amiland
- 2008 Step by Step
- 2010 Ilkay Akkaya & Kizilirmak
- 2010 Princess Avenue
- 2010 While everyone else sleeps
- 2010 Body Temples (DP, Co-Producer)
- 2010 Doktor pro zvláštní případy
- 2011 In Death No Lies
- 2011 Kriminálka Anděl
- 2011 Henry Hübchen – Ma vie
- 2012 Way back home
- 2012 Cold Sunday